# Środkowoeuropejska Olimpiada Geograficzna
Środkowoeuropejska Olimpiada Geograficzna (ang. Central European Regional  International Geography Olympiad) – międzynarodowa olimpiada przedmiotowa organizowana co dwa lata w latach 2003-2011.
Zawody przeznaczone były dla uczniów w wieku 16-19 lat. Gdy Międzynarodowa Unia Geograficzna zadecydowała, że Międzynarodowa Olimpiada Geograficzna organizowana będzie rokrocznie, a nie jak wcześniej co dwa lata, postanowiono zlikwidować zawody. Ostatnie odbyły się w 2011. Drużyna polska uczestniczyła we wszystkich olimpiadach. 
Kolejno Środkowoeuropejskie Olimpiady Geograficzne rozgrywane były w następujących miejscach:
| Kolumna główna | Sortowanie alfabetyczne | Sortowanie alfabetyczne | Sortowanie wg liczb |
| -------------- | ----------------------- | ----------------------- | ------------------- |
| Edycja         | Miasto                  | Państwo                 | Rok                 |
| 1.             | Brno                    | Czechy                  | 2003                |
| 2.             | Rakov Škocjan           | Słowenia                | 2005                |
| 3.             | Bratysława              | Słowacja                | 2007                |
| 4.             | Chorzów i Bielsko-Biała | Polska                  | 2009                |
| 5.             | Brno                    | Czechy                  | 2011                |